# Psilocera mexicana
Psilocera mexicana är en stekelart som först beskrevs av William Harris Ashmead 1895.  Psilocera mexicana ingår i släktet Psilocera och familjen puppglanssteklar. Inga underarter finns listade i Catalogue of Life.